# Beethoven Ring
Le Beethoven Ring est un prix dans le domaine de la musique classique créé en 2004, décerné tous les ans par l'association culturelle allemande Bürger für Beethoven.

## Présentation
Le Beethoven Ring (« anneau Beethoven ») est décerné tous les ans depuis 2004 par l'association culturelle Bürger für Beethoven (« Citoyens pour Beethoven »), basée à Bonn, ville natale de Ludwig van Beethoven. Le prix vise à récompenser des « jeunes musiciens prometteurs »,. Le lauréat est l'une des cinq plus jeunes personnalités artistiques qui interprètent une œuvre de Beethoven lors du Festival Beethoven (de),,.
Parmi les lauréats du Beethoven Ring figurent notamment les artistes Gustavo Dudamel, Julia Fischer, Lisa Batiashvili, Nicolas Altstaedt (en) ou Filippo Gorini.

## Lauréats
La cérémonie de remise du Beethoven Ring se déroule dans le cadre d'un concert de bienfaisance dans la salle de musique de chambre de la maison de Beethoven à Bonn. La bague remise pour l'occasion est fabriquée à la main en or rose 18 carats et en argent,.
Depuis l'origine, les lauréats sont :
| Année | Lauréat                   | Nationalité        |
| ----- | ------------------------- | ------------------ |
| 2004  | Gustavo Dudamel           | Venezuela          |
| 2005  | Julia Fischer             | Allemagne          |
| 2006  | Lisa Batiashvili          | Géorgie            |
| 2007  | Giorgi Kharadze           | Géorgie            |
| 2008  | Lauma Skride              | Lettonie           |
| 2009  | Teo Gheorghiu             | Suisse / Canada    |
| 2010  | Sergey Khachatryan        | Arménie            |
| 2011  | Přemysl Vojta (en)        | Tchéquie           |
| 2012  | Philippe Tondre           | France             |
| 2013  | Ragnhild Hemsing (en)     | Norvège            |
| 2014  | Sophie Dartigalongue (de) | France             |
| 2015  | Nicolas Altstaedt (en)    | Allemagne          |
| 2016  | Filippo Gorini            | Italie             |
| 2017  | Igor Levit                | Allemagne / Russie |
| 2018  | Kit Armstrong             | États-Unis         |
| 2019  | Nicola Heinecker          | Allemagne          |
| 2020  | non décerné               |                    |
| 2021  | Knut Hanßen               | Allemagne          |
| 2022  | Julia Hagen (de)          | Autriche           |
| 2023  | Fabian Müller (de)        | Allemagne          |
| 2024  | Michiaki Ueno             | Japon              |